# Râul Galben, Strei
Râul Galben este un curs de apă, afluent al râului Râușor.